# TRIP Linhas Aéreas
TRIP Linhas Aéreas (Transporte Aéreo Regional do Interior Paulista) era una aerolínea con base en Campinas, São Paulo, Brasil. El director de TRIP era Jose Mario Caprioli dos Santos y la compañía operaba servicios regionales.  

## Historia
La aerolínea se fundó en 1998 con dos Embraer EMB-120 en Brasilia y estuvo gobernada por el Grupo Caprioli hasta noviembre de 2006, cuando el grupo Águia Branca (de la familia Chieppe) adquirió el 49% de sus acciones.
El 25 de enero de 2007, TRIP Linhas Aéreas firmó una orden de compra de siete ATR 72-500 nuevos con opciones para cinco más de estos turbohélices. Este pedido supone el primero de los nuevos ATR, y el primero para el ATR 72-500 en Brasil. Los aviones, dotados de motores Pratt & Whitney Canada PW127, fueron configurados con 68 plazas. Con este impulso, la compañía esperaba tener más de 500 empleados en 2010. Sin embargo, ya en enero de 2007, la compañía alcanzó los 500 empleados.
El 13 de noviembre de 2007, TRIP Linhas Aéreas y Total Linhas Aéreas presentaron el acuerdo para unir ambas aerolíneas ante la Agencia Nacional de Aviación Civil. En mayo de 2008 Total Linhas Aéreas cambió su nombre por el de TRIP Linhas Aéreas.
El 28 de mayo de 2012, fue anunciado que Azul Linhas Aéreas Brasileiras compró TRIP Linhas Aéreas creando el holding Azul Trip. El 6 de mayo de 2014 la fusión fue completada con la aprobación final de las autoridades brasileñas. Ese día la marca TRIP dejó de existir.

## Destinos
TRIP Linhas Aéreas operaba vuelos de cabotaje regulares a los siguientes destinos (diciembre de 2007):
| Región Norte - Manaus (MAO) - Barcelos (BAZ) - Carauari (CAF) - Coari (CIZ) - Eirunepé (ERN) - Fonte Boa (FBO) - Humaitá (HIA) - Lábrea (LBR) - Santa Isabel do Rio Negro (TPU) - São Gabriel da Cachoeira (SJL) - São Paulo de Olivença (SPO) - Tabatinga (TBT) - Tefé (TFF) - Porto Velho (PVH) - Ji-Paraná (JPR) - Vilhena (BVH) | Región Noreste - Recife (REC) - Fernando de Noronha (FEN) - Natal (NAT) Región Centro-Oeste - Brasilia (BSB) - Cuiabá (CGB) - Sinop (OPS) - Alta Floresta (AFL) - Rondonópolis (ROO) - Campo Grande (CGR) - Dourados (DOU) | Región Sureste - São Paulo - Congonhas (CGH) - São Paulo - Guarulhos (GRU) - Campinas - Amarais (CPQ) - Campinas - Viracopos (VCP) - São José do Rio Preto (SJP) - São José dos Campos (SJK) - Belo Horizonte - Pampulha (PLU) - Vitória (VIX) Región Sur - Curitiba (CWB) - Cascavel (CAC) - Londrina (LDB) - Maringá (MGF) - Porto Alegre (POA) |
| --- | --- | --- |

## Flota
La flota de TRIP Linhas Aéreas estaba compuesta de las siguientes aeronaves (a 28 de diciembre de 2011)

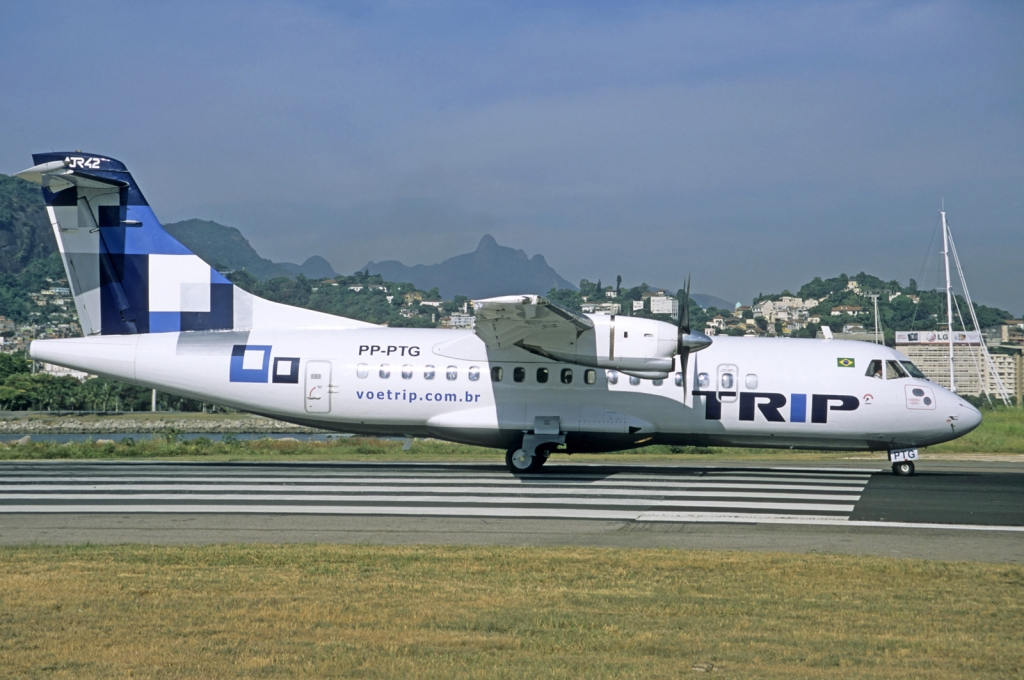
Un ATR 42-320 de TRIP Linhas Aéreas

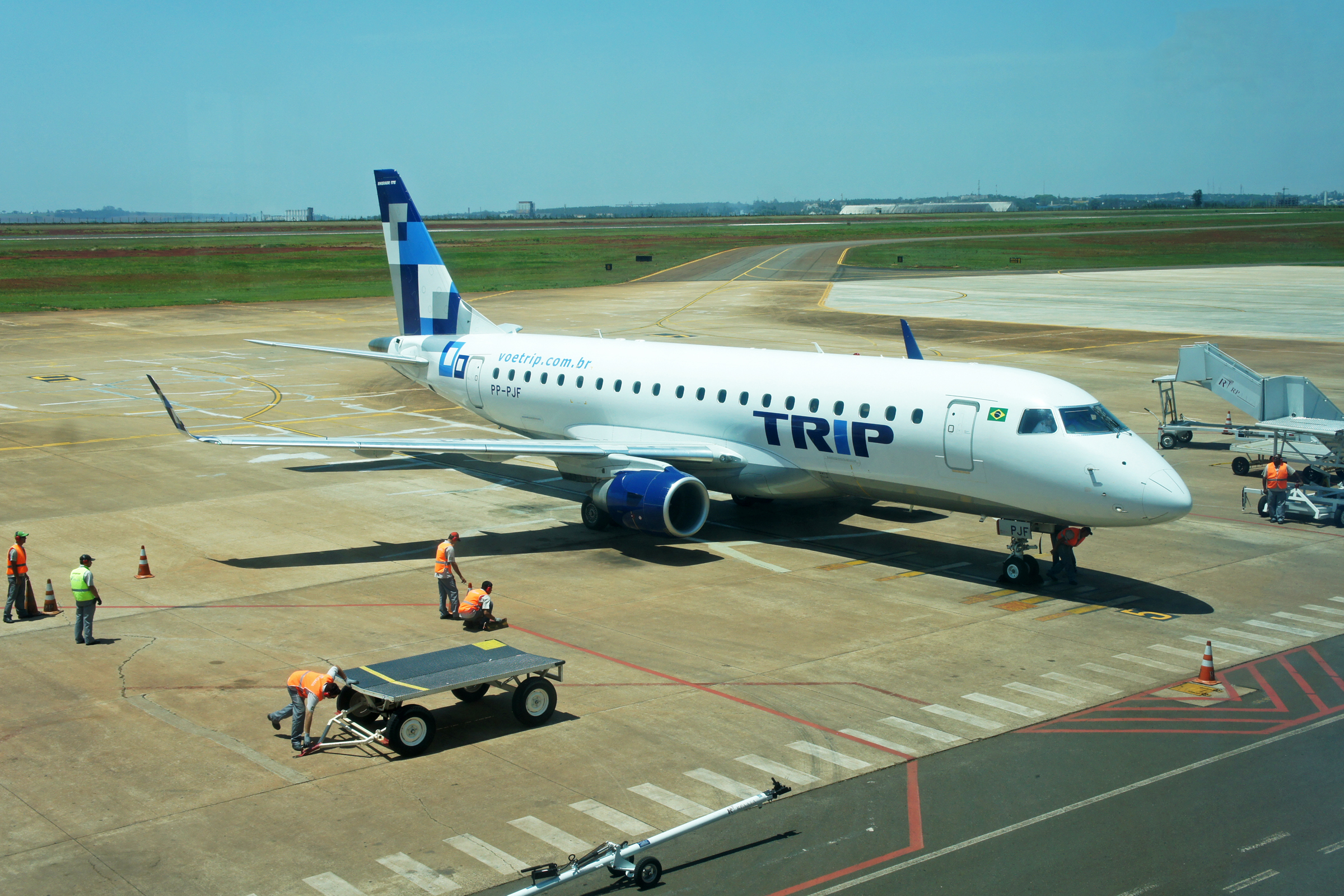
Un Embraer 175 de TRIP Linhas Aéreas

TRIP también tenía una orden de cinco Embraer 175
A 17 de junio de 2012, la media de edad de la flota de TRIP Linhas Aéreas es de 13 años